# Spider-Man: No Way Home
Spider-Man: No Way Home ist ein US-amerikanischer Science-Fiction-Actionfilm von Jon Watts aus dem Jahr 2021. Es handelt sich um eine Fortsetzung zu Spider-Man: Far From Home aus dem Jahr 2019 und um den insgesamt 27. Spielfilm innerhalb des Marvel Cinematic Universe (MCU). Zugleich ist der Film ein Crossover mit der Spider-Man-Trilogie, den The-Amazing-Spider-Man-Filmen und Sony’s Spider-Man Universe. Die titelgebende Hauptfigur Spider-Man wird erneut von Tom Holland verkörpert. Der Film kam am 15. Dezember 2021 in die deutschen und zwei Tage später in die US-amerikanischen Kinos.

## Handlung
Die Handlung setzt am Vorgängerfilm Spider-Man: Far From Home an. Quentin Beck alias Mysterio hat der Welt kurz vor seinem Tod Spider-Mans Identität enthüllt und ihn als seinen Mörder dargestellt, wodurch sich viele Menschen, unter anderem durch Botschaften des Journalisten J. Jonah Jameson, gegen ihn stellen. Dies belastet zudem sein Verhältnis zu MJ und Ned, die verdächtigt werden, ihm geholfen zu haben.
Obwohl der Anwalt Matt Murdock die rechtliche Vertretung von Peter übernimmt und sogar erwirkt, dass die Anklagen gegen ihn fallen gelassen werden, spitzt sich die Lage für Peter und seine Angehörigen zu. Seine Tante May und er müssen aus Sicherheitsgründen ihre Wohnung verlassen. Auch MJ und Ned leiden unter den Umständen, da sie an keinem College angenommen werden. Um dies zu ändern, sucht Peter Dr. Stephen Strange auf, der trotz Warnungen die Erlaubnis des Obersten Zauberers Wong erhält, die Welt vergessen zu lassen, wer Spider-Man ist. Als Peter jedoch realisiert, dass der Zauberspruch von Strange auch seine Freunde und Tante May betreffen würde, greift er ein, wodurch der Zauber nicht plangemäß abläuft. Zunächst sind die genauen Auswirkungen unklar. Als Resultat tauchen aber Schurken aus alternativen Universen auf, so zuerst Dr. Otto Octavius alias Doc Ock, der Peter direkt in einen Kampf verwickelt. Allerdings bemerkt er nach kurzer Zeit, dass es sich bei Peter nicht um den ihm bekannten handelt. Diese Verwirrtheit nutzt Peter, um mithilfe der Stark-Nanotechnologie seines Anzuges die Greifarme seines Gegners zu kontrollieren.
Nachdem Octavius kampfunfähig gemacht worden ist, taucht der Grüne Kobold alias Norman Osborn auf und will Peter angreifen. In diesem Augenblick werden Peter und Octavius von Dr. Strange durch ein Portal in den Keller des Sanctum Sanctorum gebracht, wo Strange bereits den in eine Echse verwandelten Wissenschaftler Dr. Curt Connors inhaftiert hat. Strange erklärt, dass durch den Zauber Personen aus anderen Universen gerufen wurden, die wissen, dass Spider-Man Peter Parker ist. Mithilfe von MJ und Ned kann Peter den Techniker Max Dillon alias Electro in einem Wald aufspüren. Dort trifft er auch auf den Dieb Flint Marko alias Sandmann. Peter schafft es, beide ins Verlies zu teleportieren. Norman Osborn ist derweil ziellos durch die Stadt geirrt. Kurz nachdem er seine eigene Kobold-Maske zerstört hat, kommt er bei der Wohltätigkeitsorganisation F.E.A.S.T. als Obdachloser unter, wo er Tante May kennenlernt. Dort findet Peter ihn schließlich, und May erklärt Peter, dass in ihren Augen jeder Mensch eine zweite Chance verdiene.
Nachdem Peter auch Osborn ins Verlies gebracht hat, bereitet Strange alles vor, um den Zauber umzukehren und die Schurken in ihre Heimatuniversen zurückzubringen. Im Dialog wird jedoch enthüllt, dass einige von ihnen im Kampf gegen Spider-Man sterben werden. Strange erklärt, dass es deren Schicksal sei. Peter kann es nach seinem Gespräch mit Tante May jedoch nicht mit seinem Gewissen vereinbaren. Stattdessen schlägt er vor, einen Weg zu finden, dies zu umgehen. Peter stiehlt das Relikt (die Machina de Kadavus), in dem der beschädigte Zauber eingeschlossen ist und es kommt zum Bruch mit Strange, woraufhin beide kämpfen. Strange verlagert den Kampf in die Spiegeldimension, Peter kann Strange jedoch überlisten, stiehlt dessen Ring und lässt ihn in der Spiegeldimension zurück.
MJ, Peter und May bringen die fünf Schurken in Happys Wohnung unter, wo Peter mithilfe von Dr. Osborn und in Vereinbarung mit den anderen Widersachern Heilmittel entwickeln will, die den Schurken ihre Fähigkeiten nehmen, sie so allerdings auch von ihrem Wahn befreien. Mithilfe eines von Tony Stark hergestellten Fabrikators gelingt es Peter zuerst, den durchgeschmorten Unterbrecherchip von Dr. Octavius zu reparieren und ihn so zu heilen. Während er Dillon heilt, wird Peter durch seinen Spinnensinn davor gewarnt, dass der Grüne Kobold wieder Osborns Gedanken übernimmt. Dieser kann die verbliebenen drei Schurken überzeugen, sich nicht heilen zu lassen. Die Echse, Sandmann und Electro (der zuvor den Arc-Reaktor aus dem Fabrikator an sich nimmt) fliehen, und zwischen Peter und dem Kobold entbrennt ein Kampf. Dem Kobold gelingt es, May mit seinem Gleiter tödlich zu verwunden. Während sie im Sterben liegt, überzeugt sie Peter, der sich schwere Vorwürfe macht, sich weiterhin für die Gerechtigkeit einzusetzen, und erklärt ihm, dass seine große Macht mit großer Verantwortung verbunden ist. Kurz darauf stirbt sie in seinen Armen, und Peter zieht sich voller Trauer zurück.
MJ und Ned versuchen nun, mit Dr. Stranges Ring Portale zu erschaffen, um Peter zu finden. Stattdessen finden sie zwei alternative Spider-Man-Versionen aus dem Universum vom Grünen Kobold, Doc Ock und Sandmann bzw. von der Echse und Electro, die ebenfalls durch den Zauber von Strange gerufen wurden. MJ, Ned und die beiden neuen Spider-Men bzw. Peter Parkers finden Peter schließlich und sprechen ihm Mut zu, indem sie unter anderem von ihren eigenen Verlusten erzählen. Peter gesteht, dass er den Grünen Kobold aus Rache töten will, woraufhin der Peter aus Osborns Universum erzählt, dass es ihm nicht anders ging, nachdem der vermeintliche Mörder seines Onkels ums Leben kam, dass dies aber ein Fehler gewesen sei.
Zu dritt bereiten sie sich nun auf den Kampf vor. Durch eine Videobotschaft, die J. Jonah Jameson live im Fernsehen überträgt, lockt Peter die Schurken zu der Freiheitsstatue, die gerade restauriert wird. Es kommt zum finalen Kampf zwischen den drei Spider-Men und Electro, der Echse und dem Sandmann. Zuerst wird Markos Verwandlung umgekehrt. Electro erweist sich durch den Arc-Reaktor zunächst als zu mächtig, jedoch stößt Doc Ock zum Kampf hinzu und hilft den Spider-Men, Electro den Reaktor zu entreißen und ihn zu heilen. Beim Versuch, ein neues Portal zu erschaffen, kann Ned Dr. Strange zu sich holen. Strange sieht mit Erstaunen, dass Peters Plan funktioniert. Auch die Echse wird mit einem Gegenmittel geheilt.
Als Strange den Zauber umkehren will, taucht jedoch der Kobold auf und zerstört das Relikt. Durch den freigesetzten Zauber entstehen Risse im Multiversum, die Strange mühevoll zu flicken versucht. Durch die Explosion fällt MJ vom Gerüst und wird von dem Peter aus Electros Universum gerettet, der seine große Liebe Gwen Stacy zuvor auf ähnliche Weise verloren hat. Peter und der Kobold setzen den Kampf am Boden fort. Peter will sich für den Tod seiner Tante beim Kobold immer noch rächen, indem er versucht, ihn mit dessen Gleiter zu töten. Peter aus Osborns Universum hindert ihn allerdings daran und wird dabei vom Kobold heimtückisch in den Rücken gestochen. Als der Kobold Peter abermals für den Tod von May verhöhnt, bekommt Peter das Serum zugeworfen und kann ihn damit heilen. Osborn kommt zu sich und bereut die Taten des Kobolds, während die beiden Spider-Men aus den anderen Universen dem verletzten dritten Peter wieder auf die Beine helfen.
Dr. Strange kann die Lage jedoch nicht mehr in den Griff bekommen: Es sind zu viele Risse im Multiversum entstanden, und sehr viele Personen aus anderen Universen versuchen einzudringen. Peter glaubt jedoch, dass das Problem gelöst werden könne, wenn sich niemand mehr an Peter Parker erinnert, und bittet Strange, einen zweiten Zauber zu wirken, der auch gleichzeitig alle geheilten Schurken sowie die anderen Spider-Men in ihre jeweilige Welten zurückschicken würde. Strange klärt Peter auf, dass sich dann wirklich niemand mehr an ihn erinnern würde, auch MJ, Ned und Strange selbst nicht, diesmal ist Peter jedoch bereit, dieses Opfer zu bringen. Strange wirkt den Zauber, die Risse im Multiversum schließen sich, und alle kehren in ihre Heimatuniversen zurück. Peter verspricht MJ und Ned, sie wiederzufinden.
Fortan wissen zwar alle, dass es einen Spider-Man gibt, dessen Identität und die Person Peter Parker kennt aber keiner. Auch von dem angeblichen Mord an Mysterio ist nicht mehr die Rede. Peter versucht mittlerweile seinen GED zu absolvieren. Er besucht das Grab seiner Tante, wo er auch Happy trifft, der ihn aber nicht mehr kennt. Er besucht auch MJ und Ned, die mittlerweile am MIT aufgenommen wurden. Im Gespräch mit den beiden will er sich aber noch nicht offenbaren. Am Ende des Films zieht er in eine heruntergekommene Wohnung ein und begibt sich in einem neuen, selbstgemachten Anzug wieder als Spider-Man auf Verbrecherjagd.
In einer Mid-Credit-Szene befinden sich Eddie Brock und Venom in einer Diskussion über die Avengers an einer mexikanischen Bar (siehe Venom: Let There Be Carnage). Obwohl sie durch den Zauber von Strange nach kurzer Zeit in ihre ursprüngliche Welt zurückgebracht werden, lassen sie unwissentlich einen kleinen Teil des Venom-Symbionten auf dem Tresen zurück. Nach dem Abspann ist ein Trailer zum Film Doctor Strange in the Multiverse of Madness zu sehen.

## Produktion

### Entstehungsgeschichte
Bereits vor der Veröffentlichung von Spider-Man: Homecoming verriet Spider-Man-Darsteller Tom Holland im Juni 2017, dass zwei Fortsetzungen zum Film geplant seien. Berichten zufolge soll dabei zwischen den Marvel Studios und Sony vertraglich festgelegt worden sein, dass Marvel die kreative Kontrolle über einen dritten Spider-Man-Film behalte, falls Spider-Man: Far From Home an den Kinokassen über eine Milliarde US-Dollar einspielt, was der Film schließlich auch umsetzen konnte. Trotzdem lief der Vertrag zwischen beiden Parteien im August 2019 vorerst aus. Berichten zufolge soll Sony zwar bereit gewesen sein, den Vertrag zu den ursprünglichen Konditionen, bei denen Marvel 5 % aller Einnahmen noch vor sämtlichen Abzügen bekommen habe, zu verlängern, doch letztere wollten hingegen eine gleichgewichtige Gewinnaufteilung im Gegenzug zur Aufteilung der Produktionskosten. Da sich beide Unternehmen nicht einigen konnten, entzog Sony den Marvel Studios unter der Leitung von Kevin Feige zunächst die kreative Kontrolle über zukünftige Filme und kündigte im Anschluss zwei eigene Spider-Man-Fortsetzungen mit Tom Holland an, die von Jon Watts inszeniert werden sollten. Obwohl der Sony-Pictures-Chef Tony Vinciquerra einen neuen Vertrag in näherer Zukunft ausschloss, konnten sich beide Parteien Ende September 2019 auf ein neues Abkommen einigen. Dieses beinhaltet, dass Kevin Feige und Amy Pascal gemeinsam einen dritten Spider-Man-Film innerhalb des Marvel Cinematic Universe mit Tom Holland produzieren, der letztlich am 17. Dezember 2021 in die US-amerikanischen Kinos kam. Zudem soll die Figur noch in einem weiteren MCU-Film einen Auftritt haben. Im Gegenzug zu den Merchandise-Rechten und 25 % der Einnahmen, müssen die Marvel Studios auch ein Viertel der Produktionskosten tragen.
Als Drehbuchautoren konnten wie bei beiden Vorgängerfilmen Chris McKenna und Erik Sommers verpflichtet werden, die das Drehbuch erst während der bereits begonnenen Filmaufnahmen fertigstellten. Die Regie übernahm erneut Jon Watts. Im März 2020 bestätigte Holland, dass Zendaya erneut Teil der Besetzung ist. Jon Favreau wird nach dem vorherigen Film erneut eine wichtige Rolle im Film haben. Auch Jacob Batalon, Marisa Tomei und Tony Revolori werden in ihre Rollen aus den Vorgängerfilmen zurückkehren. Wie im Oktober 2020 ebenso bekannt wurde, wird Jamie Foxx, der in The Amazing Spider-Man 2 den Gegenspieler Electro verkörperte, diese Rolle erneut für den Film übernehmen. Außerdem wird Benedict Cumberbatch in seine Rolle des Dr. Stephen Strange zu sehen sein, während Alfred Molina als Dr. Octopus/Doc Ock einen Auftritt hat. Diese Rolle übernahm er bereits in Spider-Man 2 aus dem Jahr 2004. Ebenso stellen Andrew Garfield und Tobey Maguire ihre Spider-Man-Charaktere aus früheren Filmen dar. Für die Filmmusik ist wie bei beiden Vorgängerfilmen Michael Giacchino verantwortlich.

### Dreharbeiten
Erste Aufnahmen der Second Unit erfolgten bereits vom 14. bis zum 16. Oktober 2020 in Queens in New York City. Zu den Drehorten zählten Straßen in Long Island City, Astoria sowie Sunnyside, unter anderem der Queens Boulevard und die Greenpoint Avenue. Weitere Aufnahmen entstanden am 23. Oktober 2020 in Greenwich Village. Die Hauptdreharbeiten begannen schließlich Ende Oktober 2020 unter dem Arbeitstitel Serenity Now in den Trilith Studios und Tyler Perry Studios in Atlanta, nachdem Holland kurz zuvor die Dreharbeiten zu Uncharted abgeschlossen hatte. Mauro Fiore fungierte als Kameramann für den Film und ersetzte somit den ursprünglich vorgesehenen Kameramann Seamus McGarvey, der zuvor bereits beim MCU-Film Marvel’s The Avengers in gleicher Funktion tätig war. McGarvey musste die Produktion nach einer COVID-19-Infektion verlassen, zudem bestanden Terminkonflikte mit dem Film Cyrano (2021) im Zuge der pandemiebedingten Verzögerung der Produktion. Um die durch die COVID-19-Pandemie bedingten Einschränkungen am Set so gut wie möglich zu reduzieren, wurde eine neue Technik entwickelt, bei der alle Darsteller vor Drehbeginn gescannt und in ein VFX-System geladen wurden, um digitale Ergänzungen, zum Beispiel am Kostüm oder Make-up, vornehmen zu können. Vom 22. bis zum 24. Januar 2021 sollte an der Frederick Douglass High School und vom 19. bis zum 21. März 2021 an der Henry W. Grady High School in Atlanta gedreht werden. An beiden Schulen erfolgte aufgrund der COVID-19-Pandemie seit Frühjahr 2020 kein regulärer Schulbetrieb, trotzdem wurden die Drehtermine auf Wochenenden gelegt, um den gegebenenfalls wieder laufenden Präsenzunterricht nicht zu beeinflussen. Die Atlanta Public Schools untersagten eigentlich jedwede Dreharbeiten an ihren Schulen während der Pandemie, machten allerdings einzig für den dritten Spider-Man-Film eine Ausnahme, da beide Schulen schon für die Vorgängerfilme genutzt und ihre Looks etabliert wurden. Pro Schule fielen für die Produktion Gebühren in Höhe von 4.000 US-Dollar an; zudem handelten beide Bildungseinrichtungen individuelle Spenden für ihre jeweiligen Bedürfnisse aus. Zu den weiteren Drehorten sollen Los Angeles und Island zählen.

### Synchronisation
Die deutschsprachige Synchronisation entstand bei der Iyuno-SDI Media Group Germany GmbH nach einem Dialogbuch und unter der Dialogregie von Björn Schalla. Für den Film konnten auch die etablierten Sprecher der Figuren aus den älteren Filmen und Serien verpflichtet werden; lediglich Thomas Haden Church erhielt mit Milton Welsh eine neue deutsche Synchronstimme.
| Rolle                         | Schauspieler         | Synchronsprecher    |
| ----------------------------- | -------------------- | ------------------- |
| Peter Parker / Spider-Man     | Tom Holland          | Christian Zeiger    |
| Michelle „MJ“ Jones-Watson    | Zendaya              | Marcia von Rebay    |
| Ned Leeds                     | Jacob Batalon        | Sebastian Fitzner   |
| Dr. Stephen Strange           | Benedict Cumberbatch | Sascha Rotermund    |
| May Parker                    | Marisa Tomei         | Claudia Lössl       |
| Harold „Happy“ Hogan          | Jon Favreau          | Michael Iwannek     |
| Peter Parker / Spider-Man     | Andrew Garfield      | Nico Sablik         |
| Peter Parker / Spider-Man     | Tobey Maguire        | Marius Clarén       |
| Dr. Otto Octavius / Doc Ock   | Alfred Molina        | Roland Hemmo        |
| Norman Osborn / Grüner Kobold | Willem Dafoe         | Reiner Schöne       |
| Max Dillon / Electro          | Jamie Foxx           | Charles Rettinghaus |
| Flint Marko / Sandmann        | Thomas Haden Church  | Milton Welsh        |
| Dr. Curt Connors / Die Echse  | Rhys Ifans           | Tom Vogt            |
| J. Jonah Jameson              | J. K. Simmons        | Axel Lutter         |
| Wong                          | Benedict Wong        | Achim Buch          |
| Matt Murdock                  | Charlie Cox          | Tim Knauer          |
| stellvertretende MIT-Rektorin | Paula Newsome        | Peggy Sander        |
| Agent Cleary                  | Arian Moayed         | Julius Jellinek     |
| Flash Thompson                | Tony Revolori        | Dirk Petrick        |
| Betty Brant                   | Angourie Rice        | Jodie Blank         |
| Mr. Harrington                | Martin Starr         | Rainer Fritzsche    |
| Mr. Dell                      | J.B. Smoove          | Oliver Siebeck      |
| Coach Wilson                  | Hannibal Buress      | Asad Schwarz        |
| Eddie Brock / Venom           | Tom Hardy            | Torben Liebrecht    |

### Marketing und Veröffentlichung
Aufgrund der COVID-19-Pandemie wurde der US-Starttermin zunächst auf den 5. November 2021 verschoben. Der deutsche Kinostart sollte dabei bereits am 28. Oktober 2021 erfolgen. Im Juli 2020 erfolgte eine weitere Verschiebung des US-amerikanischen Kinostarts auf den 17. Dezember 2021. In Deutschland startete der Film bereits zwei Tage früher am 15. Dezember 2021 in den Kinos.
Am 23. Februar 2021 posteten mehrere Darsteller des Filmes, darunter Tom Holland, im Sinne eines viralen Marketings jeweils unterschiedliche Filmtitel und -logos auf Instagram. Es wird vermutet, dass die genannten Fake-Titel Spider-Man: Phone Home, Spider-Man: Home-Wrecker und Spider-Man: Home Slice zu Werbezwecken verbreitet wurden. Einen Tag später wurde mit Spider-Man: No Way Home der offizielle Titel enthüllt. Am 23. August 2021 wurde ein erster Teaser; am 8. November das offizielle Filmposter und am 16. November 2021 der finale Trailer veröffentlicht.

## Rezeption
Der Film, der während der COVID-19-Pandemie in die Kinos kam, spielte allein in den Vereinigten Staaten am ersten Wochenende 260 Millionen US-Dollar ein. Dies war eines der ertragsreichsten Eröffnungswochenenden der Filmgeschichte, zu einer Zeit als die SARS-CoV-2-Variante Omikron zu Schließungen am Broadway führte. Bereits zwölf Tage nach der Premiere übertrafen die internationalen Filmeinnahmen die Marke von 1 Milliarde US-Dollar. Er war damit der erste Film in der Pandemie, der diese Marke nehmen konnte und der erste seit Star Wars: Der Aufstieg Skywalkers (2019). Spider-Man: No Way Home spielte bis Ende April 2022 weltweit rund 1,9 Milliarden US-Dollar ein und steht in der Liste der weltweit erfolgreichsten Filme derzeit auf Platz 7 (Stand: 19. April 2025).
Bis zum 5. April 2022 sahen den Film in Deutschland bislang über 4,5 Millionen Zuschauer.

## Fortsetzungen
Bis August 2019 befand sich neben Spider-Man: No Way Home ein vierter Film des Franchises in der Entwicklung. Im Februar 2021 sagte Tom Holland, dass No Way Home zwar der letzte Film unter seinem Vertrag mit Marvel und Sony sei, er aber hoffe, in Zukunft weiterhin Spider-Man zu spielen, wenn er gefragt wird. Im Juli dieses Jahres gab Zendaya bekannt, dass sie nicht wusste, ob ein weiterer Spider-Man-Film gedreht werden würde. Im Oktober 2021 erklärte Holland, dass No Way Home als „das Ende des Franchises“ angesehen werde, das mit Spider-Man: Homecoming begann, und dass sich alle zusätzlichen Solofilme mit Spider-Man des MCU von dieser Trilogie unterscheiden werden. Im folgenden Monat sagte Holland, er sei sich nicht sicher, ob er weiterhin Spider-Man-Filme drehen solle. Trotzdem erklärte Produzentin Amy Pascal, sie hoffe, weiterhin mit Holland an zukünftigen Spider-Man-Filmen zusammenarbeiten zu können, und gab später an, dass Sony und Marvel Studios planen, mindestens eine weitere Trilogie mit Tom Holland zu produzieren. The Hollywood Reporter stellte jedoch fest, dass es trotz einer starken Arbeitsbeziehung zwischen den Studios keine offiziellen Pläne für eine neue Trilogie gab. Im Dezember gab Kevin Feige bekannt, dass Spider-Man in einem der kommenden MCU-Filme auftreten würde, und stellte fest, dass Disney und Sony an einem zukünftigen Spider-Man-Film ohne eine „traumatische Trennung“ wie nach Spider-Man: Far From Home zusammenarbeiten werden.

## Trivia
- Rhys Ifans und Thomas Haden Church waren bei den Dreharbeiten nicht vor Ort, liehen den von ihnen verkörperten Charakteren jedoch ihre Stimmen. Für die Szenen der Rückverwandlungen wurde Archivmaterial aus Spider-Man 3 und The Amazing Spider-Man verwendet.[46]
- Die Szene, in der der von Tobey Maguire verkörperte Peter über Rückenschmerzen klagt, ist eine Anspielung auf die Rückenbeschwerden, unter denen Maguire Anfang der 2000er litt und die ihn beinahe seine Rolle in Spider-Man 2 gekostet hätten. Bereits in Spider-Man 2 gab es eine Anspielung darauf.[47]
- Da der Zauber von Dr. Strange die Personen gerufen hat, die wissen, dass Spider-Man Peter Parker ist, ist die Logik hinter Electros Auftauchen umstritten. Die Handlung von The Amazing Spider-Man 2: Rise of Electro legt nahe, dass Electro nie herausgefunden hat, wer Spider-Man ist.[48]
- Doc Ock weiß in diesem Film, dass Norman Osborn der grüne Kobold ist. In Spider-Man 2 schien Octavius jedoch nichts von der geheimen Identität seines alten Bekannten gewusst zu haben. Zum Zeitpunkt seines Todes kannten nur Peter Parker und Osborns Butler dessen Geheimnis.[49][50]